# Guido Ziersch
Guido Ziersch (* 28. Juni 1903 in Barmen; † 18. August 1968 in Neuweilnau) war ein deutscher Industrieller in der Textilindustrie.

## Leben
Guido Ziersch wurde als Sohn des Fabrikanten und Präsidenten der Industrie- und Handelskammer Wuppertal Rudolf Ziersch, und seiner Frau Clara, geb. Brüninghaus geboren. Nach dem Abitur am Gymnasium in Barmen (1922) studierte er Chemie in München, wo er Mitglied des Corps Franconia wurde. Später wechselte er an die Universität Freiburg und legte dort das Verbandsexamen ab. Weitere Studien führten ihn an die Technische Hochschule Dresden. Nach dem Diplomexamen in Dresden (Dezember 1927) und zwei weiteren Semestern an der Universität Basel wurde er 1929 zum Dr.-Ing. promoviert. Mit praktischer Arbeit in einer Zeche und einer Bank sowie dem Besuch der Textilingenieurschule schloss er seine Ausbildung ab. Eine längere Studienreise führte ihn in die Vereinigten Staaten, ehe er im April 1930 in die väterliche Firma Stückfärberei und Appreturanstalt Otto Budde & Co in Wuppertal-Barmen (seit 1950 Wuppertaler Textilveredelung Rudolf Ziersch Söhne KG) eintrat. Gemeinsam mit seinem Bruder Ferdinand Ziersch leitete Guido Ziersch das Unternehmen fast vier Jahrzehnte. Nach dem Wiederaufbau des bombengeschädigten Werks nach dem Zweiten Weltkrieg entwickelte er die Textilveredelung zu einem bedeutenden Zweig der Textilverarbeitung. Seine Laboratorien leisteten bahnbrechende Arbeit auf dem Gebiet der Textilchemie-Forschung.
Ziersch selbst engagierte sich auch auf internationaler Ebene, unter anderem in der Association Internationale de la Teinture Textile, an deren Gründung er maßgeblich beteiligt war. Er war Vorsitzender des Forschungskuratoriums Gesamttextil und Mitglied des Aufsichtsrats der Forschungsgesellschaft Denkendorf, Präsident und ab 1959 Ehrenpräsident des Gesamtverbandes der deutschen Textilveredelungsindustrie in Frankfurt am Main, Vizepräsident der Industrie- und Handelskammer Wuppertal (ab 1945) und Vorsitzender (ab 1964 Ehrenvorsitzender) des Bergisch-Märkischen Verkehrsverbandes e. V., zu dessen Mitgründern er nach dem Zweiten Weltkrieg gehört hatte. Aufsichtsratsmandate nahm er unter anderem bei den Casella Farbwerken Mainkur AG (Frankfurt am Main) und der Wuppertaler Stadtwerke AG wahr.
Neben seinen unternehmerischen Aktivitäten betätigte sich Ziersch auch in der Kommunalpolitik. Er war Mitglied der CDU Wuppertal, dort 1949 bis 1964 Kreisvorsitzender und ab 1961 Mitglied des Stadtrats der Stadt Wuppertal. Er gehörte auch dem Verein Deutscher Ingenieure (VDI) mit der Mitgliedsnummer 490159 an.

## Auszeichnungen
- Dr. rer. net. h. c. der Technischen Hochschule Stuttgart (1963)